# فدریکو والورده
فدریکو والورده (به انگلیسی: Federico Valverde) بازیکن فوتبال اهل اروگوئه است که در پست هافبک میانی برای باشگاه فوتبال رئال مادرید در لالیگا و تیم ملی اروگوئه بازی می‌کند. والورده به سرعت، جنگندگی، استقامت و خستگی‌ناپذیری و توانایی شوت‌زنی شناخته می‌شود. وی همچنین توانایی بازی در پست وینگر راست را دارد. 

## آمار ملی

### بازی‌های ملی
تا تاریخ ۲۱ نوامبر ۲۰۲۳
| اروگوئه | اروگوئه | اروگوئه | اروگوئه |
| سال     | بازی    | گل      | پاس گل  |
| ------- | ------- | ------- | ------- |
| ۲۰۱۷    | ۴       | ۱       | ۰       |
| ۲۰۱۸    | ۴       | ۰       | ۰       |
| ۲۰۱۹    | ۱۲      | ۱       | ۱       |
| ۲۰۲۰    | ۲       | ۰       | ۰       |
| ۲۰۲۱    | ۱۳      | ۱       | ۰       |
| ۲۰۲۲    | ۱۲      | ۱       | ۰       |
| ۲۰۲۳    | ۸       | ۲       | ۱       |
| مجموع   | ۵۵      | ۶       | ۲       |

### گل‌های ملی
| شماره | تاریخ          | میزبان      | بازی ملی | حریف     | نتیجه | رقابت                  |
| ----- | -------------- | ----------- | -------- | -------- | ----- | ---------------------- |
| ۱     | ۵ سپتامبر ۲۰۱۷ | آسونسیون    | ۱        | پاراگوئه | ۲–۱   | مقدماتی جام جهانی ۲۰۱۸ |
| ۲     | ۷ ژوئن ۲۰۱۹    | مونته ویدئو | ۱۰       | پاناما   | ۳–۰   | دوستانه                |
| ۳     | ۵ سپتامبر ۲۰۲۱ | مونته ویدئو | ۳۱       | بولیوی   | ۴–۲   | مقدماتی جام جهانی ۲۰۲۲ |
| ۴     | ۲۹ مارس ۲۰۲۲   | سانتیاگو    | ۳۹       | شیلی     | ۲–۰   | مقدماتی جام جهانی ۲۰۲۲ |
| ۵     | ۲۴ مارس ۲۰۲۳   | توکیو       | ۴۸       | ژاپن     | ۱–۱   | جام کیرین              |
| ۶     | ۸ سپتامبر ۲۰۲۳ | مونته ویدئو | ۵۰       | شیلی     | ۳–۱   | مقدماتی جام جهانی ۲۰۲۶ |

## افتخارات

### رئال مادرید
- لیگ قهرمانان اروپا(۲): ۲۰۲۱–۲۰۲۲، ۲۴–۲۰۲۳
- سوپر جام اروپا(۲) ۲۰۲۲، ۲۰۲۴
- جام باشگاه‌های جهان(۲): ۲۰۱۸، ۲۰۲۲
- لالیگا(۳): ۲۰۱۹–۲۰۲۰، ۲۰۲۱–۲۰۲۲؛ ۲۰۲۳_۲۰۲۴
- کوپا دل ری(۱):۲۰۲۲_۲۰۲۳
- سوپر جام فوتبال اسپانیا(۳): ۲۰۱۹، ۲۰۲۱، ۲۰۲۳
- جام بین قاره ای (۱)۲۰۲۴